# Jacob Montgomery Thornburgh

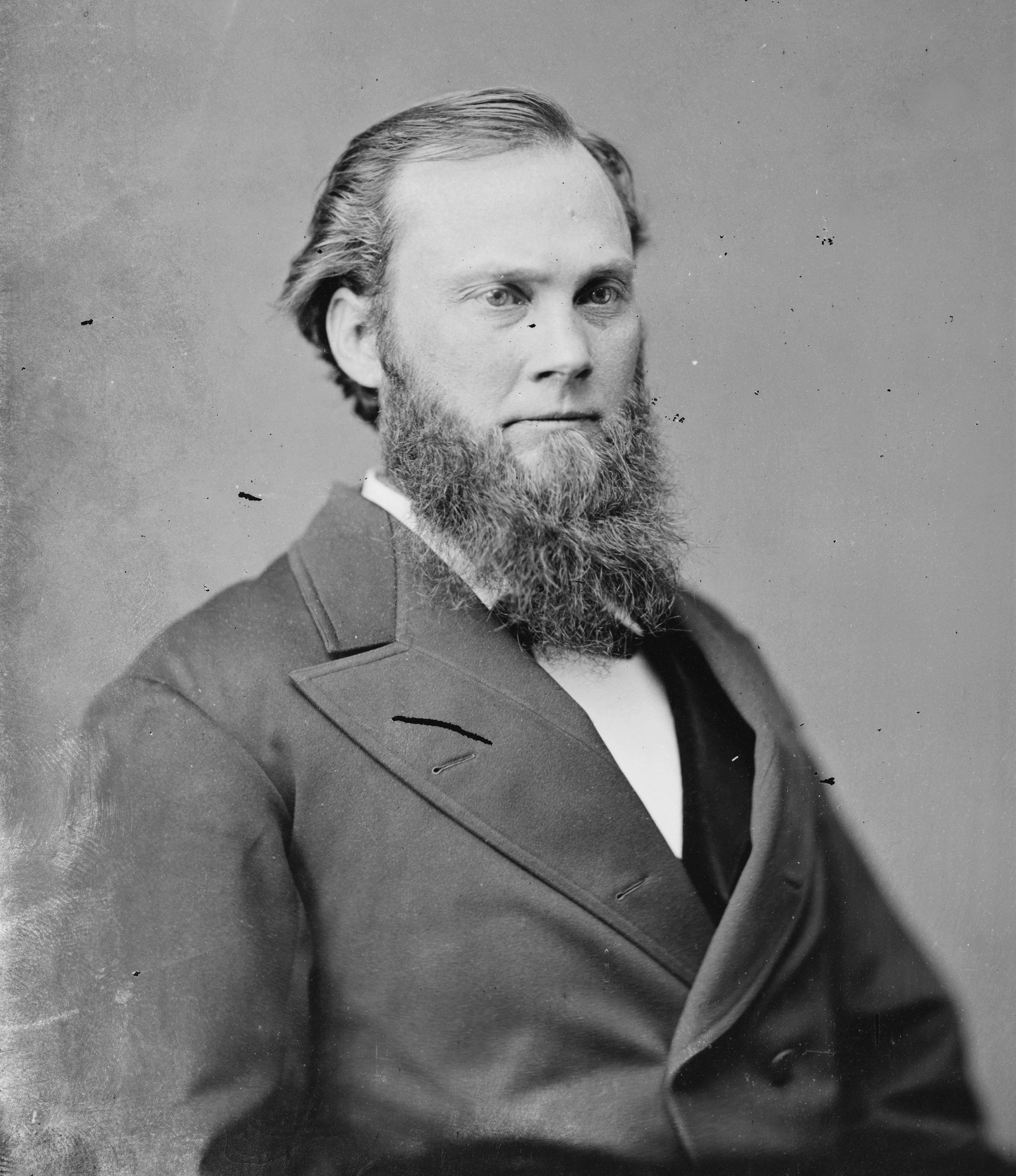
Jacob Montgomery Thornburgh

Jacob Montgomery Thornburgh (* 3. Juli 1837 in New Market, Jefferson County, Tennessee; † 19. September 1890 in Knoxville, Tennessee) war ein US-amerikanischer Politiker. Zwischen 1873 und 1879 vertrat er den Bundesstaat Tennessee im US-Repräsentantenhaus.

## Werdegang
Jacob Thornburgh besuchte zunächst das Holston College in seiner Geburtsstadt New Market. Nach einem anschließenden Jurastudium und seiner im Jahr 1861 erfolgten Zulassung als Rechtsanwalt begann er im Jefferson County in seinem neuen Beruf zu arbeiten. Während des Bürgerkrieges diente Thornburgh als Kavallerist im Heer der Union, in dem er bis zum Oberstleutnant aufstieg. Nach dem Krieg setzte er seine Arbeit als Anwalt fort. Seit 1867 lebte er in Knoxville. Zwischen 1866 und 1872 war er Staatsanwalt im dritten Gerichtsbezirk von Tennessee. Im Jahr 1872 fungierte Thornburgh als Bundesbeauftragter für die Weltausstellung in Wien.
Politisch war Thornburgh Mitglied der Republikanischen Partei. In den Jahren 1872, 1876 und 1880 nahm er als Delegierter an den jeweiligen Republican National Conventions teil, auf denen Ulysses S. Grant, Rutherford B. Hayes und schließlich James A. Garfield als Präsidentschaftskandidaten nominiert wurden. Bei den Kongresswahlen des Jahres 1872 wurde er im zweiten Wahlbezirk von Tennessee in das US-Repräsentantenhaus in Washington, D.C. gewählt, wo er am 4. März 1873 die Nachfolge von Horace Maynard antrat. Nach zwei Wiederwahlen konnte er bis zum 3. März 1879 drei Legislaturperioden im Kongress absolvieren.
1878 verzichtete Jacob Thornburgh auf eine weitere Kandidatur. In den folgenden Jahren arbeitete er wieder als Anwalt. Er starb am 19. September 1890 in Knoxville.